# Északkeleti Egyetem
Az Északkeleti Egyetem (Northeastern University, NU vagy NEU) egy magántulajdonú kutatóegyetem, melynek fő campusa Bostonban található. Több mint 38 000 hallgatójával a Northeastern a beiratkozott hallgatók számát tekintve Massachusetts legnagyobb egyeteme.
A Northeastern több campussal is rendelkezik az Egyesült Államok különböző városaiban, többek között Charlotte (Észak-Karolina), Seattle (Washington), San Jose és Oakland (Kalifornia), valamint Miami (Florida) területén, valamint az Egyesült Királyságban Londonban, illetve Kanadában Torontóban és Vancouverben. 2024-ben a Marymount Manhattan College is beolvadt az egyetembe, így már New Yorkban is rendelkezik campussal olyan világhírű intézmények mellett, mint a Columbia és az NYU.
Az egyetemes rangsorokban világszinten 2024-ben a 198. helyet foglalta el. Az évi közel 100 000 jelentkezőből csak 5100 nyer felvételt, ami mindössze 5,2%-os felvételi arányt jelentett 2024-ben, 5,6%-osat 2023-ban; ezzel az Északkeleti Egyetem a világ egyik legnehezebben elérhető felsőoktatási intézménye.

## Története
1896-ban a bostoni YMCA vezetői megalapították a Fiatal Férfiak Esti Intézetét, ahol könyvtárosi, nyelvi és orvosi képzések is folytak. Az intézetben „minden erkölcsös fiatalembernek” jó minőségű oktatást ígértek. Miután az épület leégett, az intézet 1913-ban új helyre költözött.
1898-ban a Harvard és a Bostoni Egyetem jogi intézetei, valamint James R. Dunbar bíró segítségével létrejött a jogi iskola. 1904-ben megnyílt a politechnikai, 1907-ben pedig a pénzügyi intézet. A nappali oktatás 1909-ben indult el. 1906-ban törvényjavaslatot nyújtottak be az állami törvényhozáshoz az Északkeleti Főiskola megalapításáról, amelyet márciusban fogadtak el.
1909-ben a Politechnikai Intézet a környékbeli cégekkel (főképp vasúti vállalatokkal) együttműködésben nyolc fővel duális képzést indított, ahol négynapos elméleti és gyakorlati hetek váltották egymást. 1920-tól a Mérnöki Kooperatív Intézet (később Mérnöki Intézet) építő-, vegyész-, villamos- és gépészmérnöki diplomákat is kibocsáthat. Az intézet kooperatív képzési formáját később az összes szervezeti egység adoptálta.
1917. március 30-án az első rektor Frank Palmer Speare lett. Az intézmény öt év múlva egyetemmé alakult, 1923-tól pedig orvosi és fogorvosi kivételével bármilyen diplomát kibocsáthat.
A bölcsészettudományi főiskola 1935-ben nyílt meg. 1937-ben megalakult a Northeastern University Corporation, melynek kuratóriuma 31 egyetemi munkatársból és nyolc YMCA-tagból állt. A második világháborút követően az intézménybe nők is jelentkezhettek, 1948-ban pedig függetlenedtek a YMCA-től. A rektori pozíciót 1959 és 1975 között Asa S. Knowles töltötte be; regnálása alatt nőtt a szakok száma, modernizálták az épületeket, valamint megnyílt a tanárképző és a büntetőjogi intézet is.
Az 1959 és 1975 közötti időszakban, amelyet a vietnámi háború és az intézményesített diszkrimináció elleni küzdelem miatt a „hallgatói lázadás korának” is neveznek, az egyetemen jelentősen növekedett a sokszínűség: míg 1959-ben a hallgatók többsége Boston környéki fehér férfi, addig 1975-re harmaduk nő, öt százalékuk pedig fekete bőrű volt. A nők arányát a női kollégium átadásával, valamint a Boston-Bouvé nők számára nyitva álló pszichológiai főiskola integrálásával próbálták tovább növelni. Az 1982-ben megnyílt Khoury Főiskola az USA első számítástechnikai felsőoktatási intézménye volt.
Az 1980-as években Kenneth G. Ryder rektor regnálása alatt a hallgatói létszám elérte az ötvenezer főt; 1989-es nyugdíjazásával a növekedés lelassult. 1991-ben 17 millió dolláros hiányt jelentettek, melynek pótlására nem álltak rendelkezésre a szükséges források. John A. Curry rektor számos munkatársat elbocsátott, a hallgatói célközönséget pedig szűkítette; regnálása végére a jelentkezők száma lassú emelkedésnek indult. Nyugdíjba vonulását követően a diáklétszám huszonötezer főre esett vissza; utódja, Richard M. Freeland úgy döntött, hogy a jelentkezésnél a már végzettekhez hasonló személyeket céloznak meg.
Freeland elsősorban a gyakorlati oktatás fejlesztésére fókuszált. Az 1990-es években 485 millió dolláros fejlesztési program kezdődött, melynek keretében osztálytermek és sportlétesítmények is épültek. A kooperatív képzéseket decentralizálták, és négy negyedév helyett két félévig és két nyárig tartottak; ehhez a tanszékeknek a kurzusokat újra kellett szervezniük. Freeland megalapította az ekkor ritkaságnak számító marketing tanszéket, valamint a tandíjaktól való függés csökkentése érdekében adománygyűjtést indított.
1995 és 2007 között a felvételi pontszámok növekedtek; a jelentkezők száma megduplázódott, az elbocsátások száma pedig csökkent. 1998-ban Freeman az elégséges bevételek biztosításához évi 2800 felvételizőt tartott szükségesnek. Szerette volna, ha az intézmény a U.S. News & World Report rangsorának száz legjobb egyeteme között szerepelne; ezt 2005-re érték el. Freeland 2006. augusztus 15-én mondott le, utódja Joseph E. Aoun.
2004 és 2009 között 75 millió dollárt fordítottak az oktatás fejlesztésére, ekkor az oktatói létszám száz főre (később háromszázra) bővült. Aoun fontosnak tartotta a kapcsolatokat is: az egyetem a városrészek vezetői mellett más felsőoktatási intézményekkel és múzeumokkal is partnerszerződéseket kötött. Az intézmény a U.S. News & World Report 2015-ös rangsorában a 42., a 2021-esben a 49. helyet foglalja el.
Richard D’Amore és Alan McKim 2012 környékén hatvanmillió dollárt adományozott az üzleti intézetnek. A 2013-ban indított Empower Campaign keretében 2017-ig egymilliárd dollárt akartak összegyűjteni (ezt 2015-ben további negyedmilliárddal emelték). 2017 októberében bejelentették, hogy több mint 3800 szervezet és több mint százezer magánszemély összesen 1,4 milliárd dollárt adományozott.

## Campusai
Az egyetemnek 14 campusa van világszerte, a legtöbb az egyesült államokban. Az egyetem fő campusa Bostonban található.
- Boston, Massachusetts, USA
  - A fő campus, 1898-ban alapították
- Arlington, Virginia, USA
  - Northeastern University Arlington
- Burlington, Massachusetts, USA
  - Northeastern University Innovation Campus at Burlington
- Charlotte, Észak-Karolina, USA
  - Northeastern University in Charlotte
- London, Egyesült Királyság
  - 2010-től New College of the Humanities, majd 2019-től Northeastern University – London
- New York City, New York, USA 
  - 1936-tól Marymount Manhattan College, majd 2025-től Northeastern University – New York City
- Miami, Florida, USA
  - Northeastern University Miami
- Nahant, Massachusetts, USA
  - Northeastern University Marine Science Center
- Oakland, Kalifornia, USA 
  - Mills College at Northeastern University
- Portland, Maine, USA
  - Roux Institute - Northeastern University
- Seattle, Washington, USA
  - Northeastern University Seattle
- San José, Kalifornia, USA
  - Northeastern University in Silicon Valley
- Toronto, Kanada
  - Northeastern University – Toronto
- Vancouver, Kanada
  - Northeastern University – Vancouver

### A bostoni campus
A harminc hektáros létesítmény a Huntington és Columbus sugárutak mentén fekszik; belvárosi elhelyezkedése ellenére jelentős mennyiségű a zöldterület aránya. A campust 2019-ben az ArbNet arborétummá nyilvánította. Az interdiszciplináris központot a Bostoni Építésztársaság a város legszebb épületének választotta. A World Series baseballbajnokság első mérkőzését a ma az egyetem részét képező Huntington Avenue Groundson játszották. Az eseménynek Cy Young szobra állít emléket.
Egy 2014-ben indított kezdeményezés keretében a bostoni campus területén különböző műalkotásokat helyeztek el.

#### Kialakítása
A nagy gazdasági világválság idején a hallgatói létszám elérte a 4600 főt, így Frank Palmer Speare rektor a campus bővítése mellett döntött. A Huntington sugárúton 1938 októberében megnyitott Richards épületet a Shepley Bulfinch építésziroda tervezte. A létesítmény szürke téglaburkolata és függőleges sávban elhelyezkedő ablakai szolgáltak az 1944-es arculati terv alapjául. A Boston Evening Transcript az új épületeket „modernista klasszikus” stílusúként jellemezte.
1961-ben a sportlétesítmények helyszínéül megvásárolták a United Drug Company tulajdonában álló területet. Az 1911-ben épült létesítmény a campus addigi arculatától jelentősen eltért.
Az interdiszciplináris mérnöki komplexum kivitelezése 225 millió dollárba került. Később az intézmény autonóm járműirányítási kutatólétesítmény megnyitását jelentette be.

#### Fenntarthatóság
Az intézmény 2011-ben a Fenntartható Befektetések Intézetétől A- minősítést kapott, a Princeton Review 2010-ben pedig a 15 legzöldebb intézmény közé sorolta. A GreenMetric 2011-es rangsora szerint az ország első, valamint a világ második legzöldebb intézete. A 2014-es országos értékelésben szintén első helyen végzett.
A bostoni településrendezési tervvel összhangban az International Village kollégiuma 2010-ben aranyfokozatú LEED-minősítést kapott. Az egyetem első LEED-minősítésű épülete a 2010-ben felújított Dockser volt. Az East Village ezüst, az interdiszciplináris központ pedig arany minősítést kapott. A LightView apartmankomplexumnál a platina minősítésre törekszenek.
A Massachusettsi Kertészeti Társaság a dedhami kampuszt 2004-ben aranyéremmel tüntette ki.

#### Közbiztonság
Az egyetem önálló rendőrséggel rendelkezik, amely 2019-ben elnyerte a Rendfenntartó Szervezetek Akkreditációs Bizottsága kiválóságdíját. Az intézményt a Reader’s Digest 2008-ban az ország második legbiztonságosabb egyetemének választotta.

#### Közösségi közlekedés
A bostoni campus a Massachusetts Bay Transportation Authority narancssárga vonalával és a zöld vonal E szárnyvonalával, valamint a 39-es busszal közelíthető meg. A közeli Ruggles állomásról három vasúti és 14 buszjárat érhető el.

#### Részei
Krentzman tér

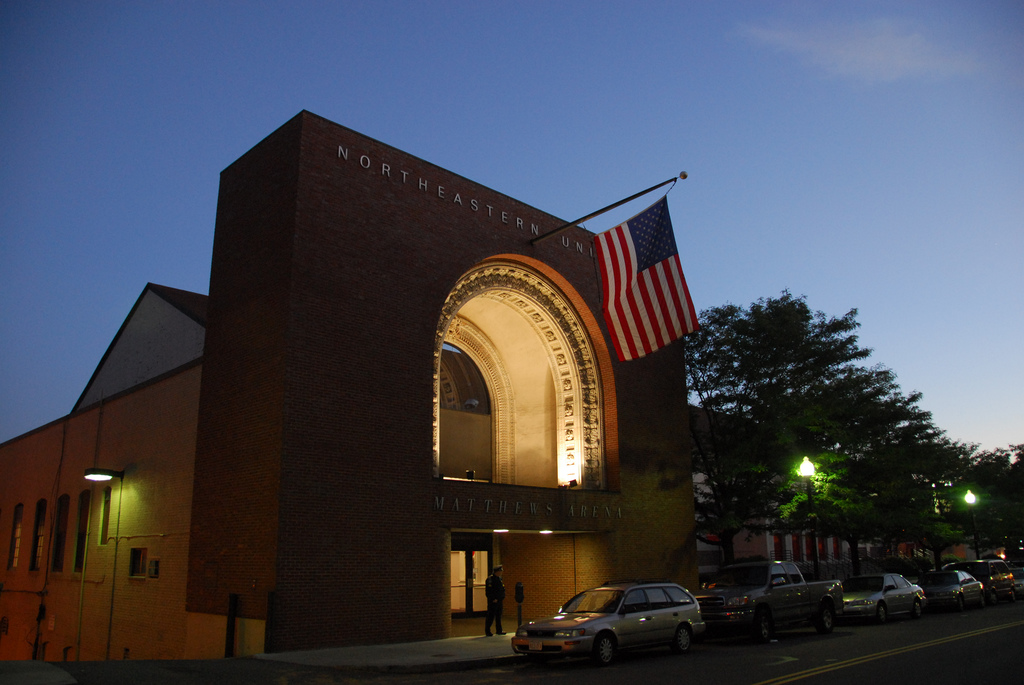
Matthews Aréna

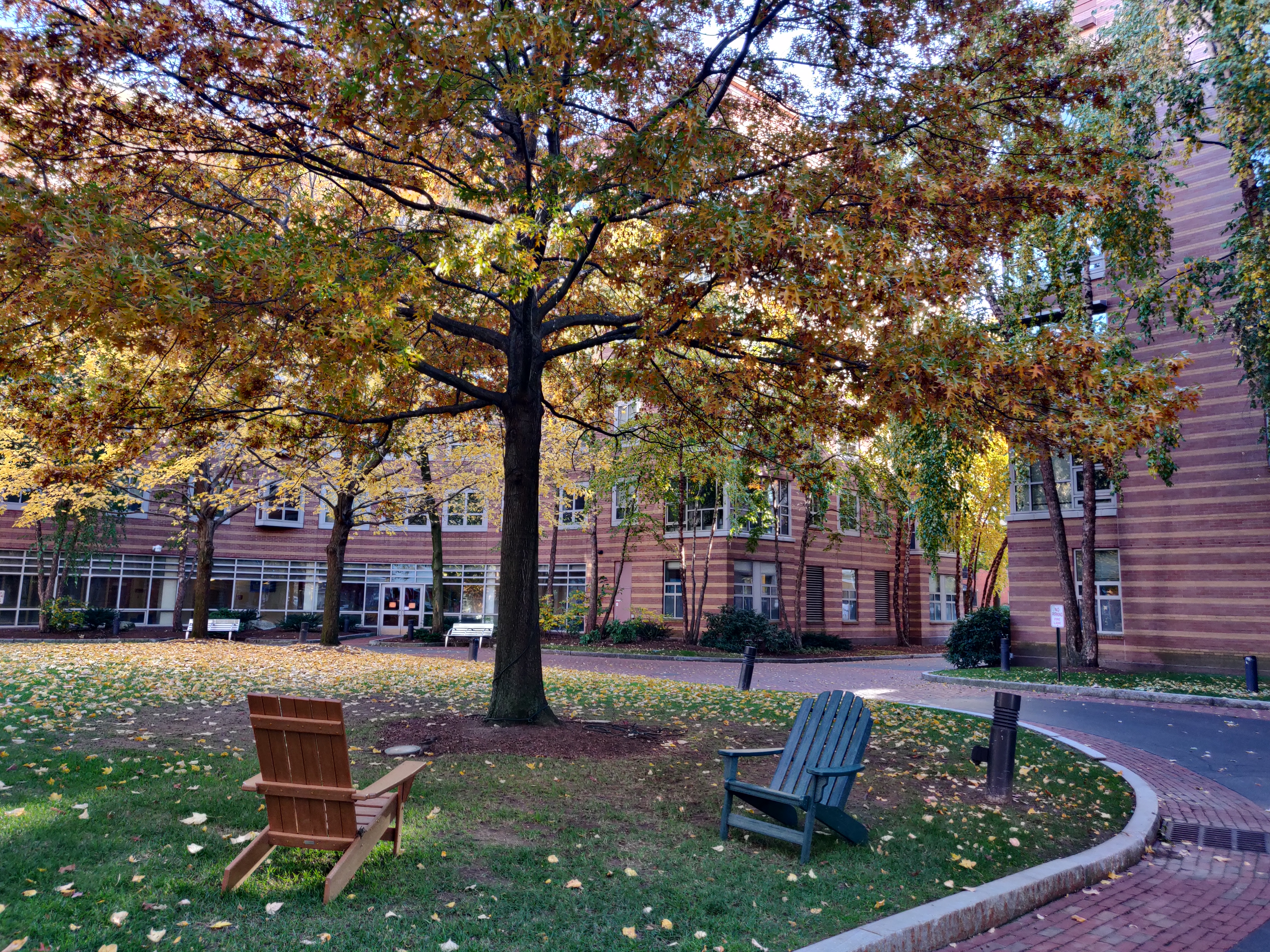
A West Village 2021 őszén

A Huntington sugárútra néző tér az egyetem nevét tartalmazó téglafalról ismerhető fel. Az Ell, Dodge és Richards épületek között elhelyezkedő terület névadója Harvey Krentzman üzletember, az intézmény egykori hallgatója.
Ell épület
Az 1947-ben megnyílt létesítményben irodák, tantermek és a 992 férőhelyes Blackman Auditórium található meg. Az ötszintes épület a Dodge-hoz hasonlóan a legfontosabb létesítményeket összekötő alagúton át is megközelíthető. Névadója Carl Ell egykori rektor.
A 93 négyzetméteres Gallery 360-ban hallgatók, munkatársak és vendégalkotók műveit is kiállítják. A galéria kurátori feladatait a Művészeti, Média és Tervezési Főiskola látja el.
Dodge épület
Az 1952-ben megnyílt épületben ma az üzleti intézet működik. Névadója Robert Gray Dodge, a kuratórium egykori elnöke. A létesítményben tantermek, társalgó, irodák, valamint a könyvelői intézet székhelye található. A Dodge alagúton is megközelíthető. A Snell megnyitásáig az épület alagsora szolgált az egyetem elsődleges könyvtáraként.
Richards épület
A korábban a nyugati épület nevet viselő, 1938 októberében átadott létesítmény az egyetem legrégebbi épülete; szürke burkolata és függőleges sávokban elhelyezkedő ablakai szolgáltak az eredeti arculati terv alapjául. Névadója James Lorin Richards kuratóriumi tag. Jelenleg irodák és tantermek találhatóak itt.
Millenniumi park
A Forsyth és Leon utcák közelében található füves terület 1998-ra, az egyetem fennállásának századik évfordulójára készült el. A tér a hallgatói szervezetek kedvelt rendezvényhelyszíne.
Interdiszciplináris kutatóközpont
A 2014. február 21-ei alapkőletételt követően 2017-ben átadott központ húszezer négyzetméternyi oktatási térrel áll az orvosi, mérnöki és informatikai szakos hallgatók és oktatók rendelkezésére. Az átriumban egy csigalépcsőt építettek ki, valamint az épületben 280 fős előadóterem is található.
Matthews Aréna
Az 1910-ben átadott létesítmény a világ legrégebbi jégkorongcsarnoka. A stadion az Északkeleti Egyetem jégkorong- és kosárlabdacsapatai mellett a Wentworth Műszaki Intézet hokicsapatainak is otthont ad. Névadói George J. Matthews egykori kuratóriumi elnök és felesége, Hope M. Matthews, akik jelentős adományaikkal támogatták az 1982-es felújítást. Az aréna egykor a Boston Bruins és a Boston Celtics mérkőzései, valamint a Beanpot torna helyszíne is volt.
Marino Szabadidőcentrum
Az 1961-ben végzett Roger Marino üzletemberről elnevezett beltéri fitneszközpontot 1996 őszén adták át. A létesítményben kávézó, vegyeskereskedés, kosárlabdapályák, edzőtermek és futópályák is találhatóak.
Kollégiumok
Az intézmény kollégiumai között apartmanok és toronyházak is megtalálhatóak. A gólyákat szakjuk és érdeklődési köreik szerint tanulócsoportokba osztják, amelyek néhány szobát, vagy akár egy teljes épületet is lefedhetnek.
A 2015 januárjában átadott East Village-ben elsőévesek és ösztöndíjasok élnek; előbbiek egyszerűbb szobákban, utóbbiak konyhás apartmanokban. A West Village nyolc, A-tól F-ig jelölt épületből áll; az F 2008-ban elnyerte az Új-Angliai Amerikai Építészintézet kiválóságdíját.
Déli campus
A West Village megnyitásával egyidőben az egyetem déli irányban kezdett terjeszkedni. 2001-ben átadták az 585 kollégiumi férőhellyel rendelkező Davenport Commonst, ahol 75 család a piaci ár alatt lakást vásárolhatott.
2006 nyarán a kampusztól távolabb eső kollégium megnyitását tervezték, melynek kivitelezése 2007-ben kezdődött. A 2009 nyarán átadott International Village-ben a lakószobák mellett irodák, edzőterem és étterem is található. A 2019-ben kezdődött LightView projekt az American Campus Communities saját tőkés beruházásából megvalósuló húsz szintes kollégiumi épület.
Könyvtárak
Az egyetem két könyvtárat (Snell és John D. O’Bryant) tart fenn (a jogi intézet könyvtárát az intézet üzemelteti).
Az 1990-ben megnyílt Snell könyvtárban 1,3 milliárd kötet található meg. A könyvtárak 1963-ban szövetségi gyűjteményi besorolást kaptak. 2016-ban adoptálták a nyílt hozzáférésű modellt, így a tagok számára lehetőség nyílt az online kutatásra.
Hitélet
Az Ell épületben található szakrális tér a különböző felekezetek igényeihez alakítható. Az 1998-ban megnyílt térben könyvtár és társalgó is található. Az Office dA építésziroda által tervezett helyszín 2002-ben elnyerte a Harleston Parker érmet.

### További campusai
Bostonban az elsődleges campus mellett a belvárosi Hilton Hotel épületében is folyik oktatás, de telephelyek Burlingtonban, Dedhamben és Nahantben is találhatóak. A 2011-ben megnyílt Kostas Belbiztonsági Kutatóintézetben szerkezeti tesztelési laboratórium működik.
2011 októberében Charlotte-ban, 2013 januárjában Seattle-ben, 2015 márciusában San Joséban, 2016-ban Torontóban, 2019-ben pedig Vancouverben nyíltak telephelyek. 2020 januárjában bejelentették, hogy a Maine állambeli Portlandben a David Roux által biztosított százmillió dolláros adományból élettudományi laboratóriumot létesítenek. 2018-ban megvásároltak egy londoni bölcsészettudományi főiskolát.
2021 júniusában bejelentették, hogy a kaliforniai Oaklandben található Mills Főiskola az egyetem része lesz. Az összevonás szeptemberben történt meg.
2024. május 29-én bejelentették, hogy a Northeastern és a Marymount Manhattan College egyesül, amellyel megalakul a Northeastern University – New York City.

## Oktatás
A legjobb tanulmányi átlaggal rendelkező hallgatók ösztöndíjprogramban vehetnek részt, melynek keretében további kurzusokat hallgathatnak és kutatási tevékenységet végezhetnek, emellett lehetőségük nyílik a West Village kollégium C és F épületeinek saját konyhás apartmanjaiban élni. 2009 őszétől a program gólya hallgatói az International Village alsó kilenc szintjén, 2017-től pedig az East Village-ben lakhatnak.
2010-ben George J. Kostas, az intézmény egykori hallgatója 12 millió dollárt adományozott a belbiztonsági kutatóintézet létrehozására.

### Gyakornoki program
Az 1909-ben indított rendszer a világ egyik legrégebbi kooperatív képzése, melynek keretében a hallgatók a második vagy harmadik tanévtől kezdődően képzésük egy részét egy szakmabeli cégnél, fizetett gyakorlat formájában töltik. A négyéves képzés kevesebb lehetőséget kínál, de az ötéves a hallgatók körében népszerűbb. Az ilyen programban részt vevőknek nem kell tandíjat fizetniük.
Gyakornoki helyeket kisvállalatok, multinacionális cégek és kormányügynökségek is hirdetnek. A résztvevők továbbra is lakhatnak az egyetemi kollégiumokban, de egyes cégek szálláslehetőségeket is kínálnak. A Bostonban elhelyezkedő pénzügy szakos hallgatókat például a John Hancock Financial, a marketing szakosokat pedig a Staples alkalmazza.
A munkaköröknél nincs szigorú megkötés; a diákok olyan cégeket is megkereshetnek, amelyekkel az egyetem nem áll kapcsolatban, de akár saját vállalatot is alapíthatnak; ebben a Husky Startup Challenge program nyújt segítséget. A sikeres ötleteket bemutatók csatlakozhatnak a MassChallenge mentorprogramhoz.
Minden hallgatónak kötelező legalább egy, a munkára felkészítő tantárgy elvégzése, de egyes intézetek három elvégzését követelik meg. Ezen kurzusokon a hallgatókat tanácsadók segítik a leendő gyakornoki pozíciók megtalálásában és a többi jelentkezővel szembeni versenyre való felkészülésben.
Kilenc hónappal diplomaszerzés után a hallgatók 90%-a dolgozik; 50%-uk egykori gyakornoki helyéről kapott állásajánlatot.

### Külföldi lehetőségek
Az egyetem hallgatói a világ számos pontján (például a Cambridge-i Egyetemen vagy a chilei katolikus egyetemen) tanulhatnak. Az üzleti intézet diákjai saját egyetemük mellett a vendégintézetben is szerezhetnek diplomát. 2006 óta a hallgatókat bátorítják a külföldi szakmai gyakorlatra; Peruban, Kenyában és Dél-Afrikában társadalmi vállalkozási programok indultak.
A Dialogues of Civilizations program keretében nyaranta egy-egy hónapon át egy adott várossal vagy országgal kapcsolatos ismereteket oktatnak (például a seattle-i kurzuson tervezéselméletet). A programba bármelyik hallgató jelentkezhet; az egyetemen kívüli lehetőségek közül ez a legnépszerűbb. A képzéssorozattal további krediteket is lehet szerezni, de gyakornoki pozíciókat is kínál.
A gólyák számára elérhető N.U.in program keretében a hallgatók első félévüket egy külföldi intézményben töltik. A lehetőség először a 2007–08-as tanév őszi félévében volt elérhető, ekkor Ausztráliában lehetett tanulni, de később a tavaszi szemeszterben is elérhetővé tették. A programban 2012-ben ötszázan, 2017-ben pedig már 1100-an vettek részt.

### Felvételi statisztikák
2020-ban az alapképzésekre jelentkezettek 18,1%-át vették fel. Az intézmény 2018-ban a felvételizők számát tekintve az első tíz egyetem között volt; a jelentkezők magas száma miatt a felvettek aránya az előző évhez képest nyolc százalékkal csökkent.
2018-ban a 62 272 felvételiző 19%-át vették fel (12 042 fő), közülük 2746-an iratkoztak be.
2006-ban az alapképzésben részt vevő külföldi hallgatók száma 1128 volt, ez 2016-ra 9500-ra emelkedett. A beiratkozottak 20%-a külföldi; a Power of International Education 2017-es Open Doors jelentése szerint az intézmény a nemzetközi hallgatók számának rangsorában a negyedik helyen áll. Összesen 138 ország tizenkétezer polgára tanul az egyetemen, ők a hallgatók több mint felét teszik ki. 2008 óta a külföldiek száma évente ezer fővel emelkedik.

## Hallgatói szervezetek
Az egyetemen több mint négyszáz hallgatói szervezet működik; ilyenek például a The Huntington News újság vagy a kollégisták szövetsége. A campuson hat a cappella zenekar is létezik.

## Sport
Az egyetem sportegyesülete 1927 óta a Huskies becenevet viseli. A kabaláért felelős bizottság választása a szibériai huskyra esett. Az 1927 februárjában Leonhard Seppala kenneljéből származó állat március 4-én érkezett az intézménybe; aznapra oktatási szünetet rendeltek el. Mivel az 1970-es években három hónap alatt két állat is elpusztult, az élő kabala hagyományát felfüggesztették, és csak 2005-ben állították vissza. A jelenlegi élő kabala a Moses nevű kutya; a jelmezes kabala a Paws becenevet viseli.
A sportegyesület klubszínei a vörös és a fekete (néha fehérrel kiegészülve). A csapatinduló (All Hail, Northeastern) szerzője Charles A. Pethybridge. 2005 óta a sportcsapatok többsége az NCAA I-es divíziójának Colonial Athletic Association konferenciájában játszik. Az egyesület megalapításakor hét sportcsapata volt (kosárlabda, atlétika, fedett pályás és kültéri futás, evezés és amerikai futball), ez a szám mára tizenhatra nőtt.
A baseball-, labdarúgó-, lacrosse- és rögbicsapatok otthona a brookline-i Parsons Stadion, melynek baseballpályáját 1998-ban Friedmannek nevezték el. A gyeplabda- és atlétikai csapatok egy dedhami létesítményben, a jégkorong- és kosárlabdacsapatok pedig a bostoni Matthews Arénában játszanak; az evezőscsapatoknak a Henderson Csónakház ad otthont. Az egyetem tulajdonában van a Cabot Testnevelési Központ, a Gries Sportorvosi Centrum és a William E. Carter közösségi park is.
Az 1921-ben alapított baseballcsapat részt vett a College World Seriesen, és hétszer játszott az NCAA regionális tornáján, emellett rendszeres vendége a Beanpot tornának is. A férfikosárlabda-csapat 1920-ban, a női pedig 1966-ban alakult meg.
Az evezőscsapatok az ország tíz legjobbja között vannak. 2009-ben az amerikaifutball-csapat sorozatos vesztes mérkőzései, az alacsony érdeklődés és a Parsons Stadion felújításának magas költségei miatt a kuratórium a csapatot megszüntette.
A versenycsapatok mellett az egyetemnek klubcsapatai (vitorlázás, dzsúdó, rögbi, lacrosse, taekwondo, alpesisí, squash, kerékpározás és ultimate) is vannak. 2005-ben a női rögbicsapat a II-es divízió bajnokságán harmadik lett, a férfiak pedig megnyerték a Beast of the East tornát. A taekwondocsapat a 2018–19-es szezonban a Eastern Collegiate Taekwondo Conference II-es divíziójának első helyén végzett.
A baseballcsapat 2010. május 15-én a Pennsylvaniai Állami Egyetemet legyőzve nemzeti bajnok lett.

### Jégkorong
A jégkorong az egyetem egyik legjelentősebb sportága; mind a női, mind a férfi jégkorongcsapat a Hockey East konferencia tagja. A 2007–08-as szezonban a férfiak országosan a hetedik helyig jutottak, a konferenciában pedig vezető helyen álltak; végül a Hockey East szezonjának hatodik helyén végeztek. Mindkét csapat rendszeres szereplője a Boston környéki főiskolák Beanpot tornájának; a férfiak hatszor, a nők 14-szer nyerték el a kupát.
A Beanpot torna keretében a legértékesebb játékost és a legjobb kapust is díjazzák; utóbbit Glen és Dan Eberlyről, az Északkeleti és a Bostoni Egyetem kapusairól Eberly-díjnak nevezték el. Az Északkeleti Egyetem mindkét díjat elnyerte: a legértékesebb játékos díját Adam Gaudette, a legjobb kapusét pedig Cayden Primeau.

## Nevezetes személyek

### Hallgatók
- Beverly Johnson, modell és színész[116]
- Biz Stone, a Twitter társalapítója[117]
- Carlos Peña, baseballozó[118]
- Chanda Gunn, jégkorongozó[119]
- Dan Ross, amerikaifutball-játékos[120]
- Gregory Bruce Jarvis, űrhajós[121]
- J. Geils, zenész[122]
- J. J. Barea, kosárlabdázó[123]
- Jane Curtin, színész[124]
- Jeff Clarke, a Kodak vezérigazgatója[125]
- John Pastore, szenátor[126]
- Maggie Hassan, szenátor[127]
- Mo Cowan, szenátor[128]
- Nikesh Arora, a Palo Alto Networks vezérigazgatója[129]
- Reggie Lewis, kosárlabdázó[130]
- Shawn Fanning, a Napster társalapítója[131]
- Shelley Looney, jégkorongozó[132]
- Urvashi Vaid, LMBT-jogi aktivista és ügyvéd[133]
- Wendy Williams, műsorvezető[134]

### Munkatársak
- Mary Florentine, pszichológus[135]
- Matthias Felleisen, író[136]
- Michael Dukakis, Massachusetts kormányzója[137]
- Nada Sanders, oktató az ellátásilánc-menedzsment területén[138]
- Pran Nath, a szupergravitáció elméletének egyik kidolgozója[139]

## Fordítás
- Ez a szócikk részben vagy egészben  a   Northeastern University című angol Wikipédia-szócikk ezen változatának fordításán alapul.  Az eredeti cikk szerkesztőit annak laptörténete sorolja fel. Ez a jelzés csupán a megfogalmazás eredetét és a szerzői jogokat jelzi, nem szolgál a cikkben szereplő információk forrásmegjelöléseként.